# Exopalpus andina
Exopalpus andina là một loài ruồi trong họ Tachinidae.